# 石井貞興
石井 貞興（いしい さだおき、天保13年（1842年）3月 - 明治10年（1877年）10月26日）は、幕末から明治初期にかけての肥前国の武士。幕末の志士。佐賀藩士。明治維新後は地方官吏。通称は乙次、大作、竹之助。
佐賀藩少参事や佐賀県大属などを務め、佐賀の乱や西南戦争に参加した。

## 経歴
佐賀藩士櫛山弥左衛門の長男として生まれ、父の兄である伯父の石井市左衛門忠克の養子となった。
石井家は佐賀藩主鍋島家の藩祖以来の外戚家門であり、貞興の養家は藩祖鍋島直茂の正室陽泰院の従弟にあたる石井平左衛門忠教の子孫であった。
貞興は、少年の頃から勉学に勤しみ、枝吉神陽、石井松堂に師事し、経学を修めた。また、槍術や馬術にも秀で、将来を嘱望されていた。
藩命により、戊辰戦争に従軍。帰藩すると間もなく、明治2年（1869年）、東京に上り、昌平坂学問所に学び、さらには薩摩藩の造士館にも学んだ。造士館では、桐野利秋や村田新八と親交を深めた。
遊学を終えると佐賀藩に帰藩し、江藤新平の知遇を得て少参事に任命され、藩の重職として藩政に参与した。
しかし、間もなく少参事を辞任し、「士族土着説」なるものを唱え、中央政府への出仕を断り、現在の佐賀県長瀬村（現在の佐賀市）に隠遁した。
貞興は、果樹を植え、家畜を育て、晴耕雨読の生活を送るも、明治6年（1873年）に至ると、かつての同輩たちに説かれて、やむなく佐賀県庁に復帰する。県官として権典事に任官、ほどなく大属に就任した。
当時の佐賀県庁は、中央政府の政策に従わず、県官人事を始め県政の実権は佐賀士族が掌握し、人材の刷新が進んでいなかった。中央政府が派遣した県令・県知事が正常に職務執行ができず、中央政府は佐賀県を「難治県」として、問題視した。

### 佐賀の乱
佐賀士族の県官排除を狙う中央政府の圧力により、貞興らは政府に強い不満を持つようになっていった。
貞興たちは、大属の権限を使い、県庁が管理していた民積金や、旧藩主鍋島氏の資産を流用し、征韓党を形成し、江藤新平をその党首に擁立した。貞興らは、薩長藩閥政権の専横に憤慨し、韓国征討を佐賀閥が担うことで、中央政府での佐賀閥の発言力を高めることを狙っていた。
しかし、こうした佐賀県庁の状況を許さない大久保利通が、貞興らに圧力を強めた結果、明治7年（1874年）、佐賀戦争（佐賀の乱）へと発展した。
貞興は、中央政府の鎮圧軍により佐賀城が陥落する寸前に、脱出に成功。鹿児島県に逃れて、旧知で私学校党の桐野利秋のもとで鹿児島郡吉田郷（現在の鹿児島市）に匿われる。

### 西南戦争
明治10年（1877年）、西南戦争の勃発に際し、旧薩摩藩軍に身を投じ、伝令として西郷隆盛や桐野を補佐する。
西郷軍が熊本城攻略に失敗して以降の同年4月28日に行われた西郷軍再編成では、飫肥隊の小倉処平とともに野村忍介が隊長を勤める西郷軍奇兵隊の本営付となり、7月10日には小倉処平や佐藤三二とともに西郷軍奇兵隊総軍監に任じられた。
西郷軍は明治10年（1877年）8月15日の和田越の決戦で敗北し、翌8月16日に西郷軍解軍の令が出される。西郷軍解軍の令を出したものの、西郷隆盛と桐野利秋ら政府軍に投降しなかった者は8月17日夜に可愛岳突囲を敢行した。石井も筑前国の吉田震太郎とともに西郷の後を追うも深壑に転落して負傷し、西郷や桐野らとの合流に失敗した。このために石井は渓中に潜伏していたものの、9月5日に熊本県深津村の山中で、官憲に逮捕された。
逮捕後、長崎に移送されて、斬首の刑に処せられた。享年36。墓所は佐賀市長瀬の東光寺にある。

## 評価
佐賀戦争首謀者の中で最後まで生き残り、士族最後の反乱である西南戦争まで戦ったことから「佐賀のラストサムライ」と呼ばれることもある。
司馬遼太郎の小説『歳月』では、「征韓党の武断派」と評されているが、『江藤新平伝』などによれば、子煩悩な心優しい紳士の一面があった。

## 妻子
妻は久米邦郷の娘朗（さえ、久米邦武の妹）。長崎で斬刑となった夫の首級を風呂敷に包み、佐賀まで歩いて持ち帰った話が伝わっている。
次男の石井八万次郎は東京帝国大学理学部を卒業し、鉱山技師となる。三男石井力三郎は海軍兵学校に進み、海軍少佐に累進した。力三郎の養子石井龍猪は、東京帝国大学法学部卒業後、内務省に入省し、台湾総督府内務局長、殖産局長、台北市長、台南州知事等を歴任している。

## 系譜
石井忠信（石井忠清三男、伊予守、一幽軒）―①忠教（平左衛門）―②忠辰（杢左衛門）―③辰教（平左衛門）―④祐命（八郎右衛門）―⑤命明（八郎右衛門）―⑥秋忠（市左衛門）―⑦忠貞（市左衛門）―⑧義陳（市左衛門）―⑨英昭（軍治）―⑩忠克（市左衛門）＝ ⑪貞興 （櫛山氏、竹之助、佐賀藩少参事）―⑫力三郎（海軍少佐）＝⑬龍猪（加藤氏、台北市長、台湾総督府内務局長）